# 워릭셔주

워릭셔 주의 위치

워릭셔주(Warwickshire)는 잉글랜드에 속한 주로, 주도는 워릭이고 면적은 1,975km2, 인구는 546,500명(2014년 기준), 인구 밀도는 277명/km2이다. 북동쪽으로는 레스터셔주, 북서쪽으로는 스태퍼드셔주, 서쪽으로는 우스터셔주와 웨스트미들랜즈주, 남서쪽으로는 글로스터셔주, 남쪽으로는 옥스퍼드셔주, 동쪽과 남동쪽으로는 노샘프턴셔주와 접한다. 워릭셔주에는 셰익스피어의 고향 스트랫퍼드어폰에이번이 있다.